# Jan Bniński (zm. po 1453)
Jan Bniński herbu Łodzia (zm. po 1453 roku) – kasztelan międzyrzecki w latach 1450–1454, starosta Wschowy w latach 1450-1453.
Był bratankiem kasztelana gnieźnieńskiego Piotra.